# Rạp xiếc kỹ thuật số diệu kỳ
Rạp xiếc kỹ thuật số diệu kỳ (tựa gốc: The Amazing Digital Circus) là một loạt phim hoạt hình chiếu mạng độc lập của Úc và Hoa Kỳ do Gooseworx sáng tạo và Glitch Productions sản xuất. Loạt phim xoay quanh một nhóm người bị mắc kẹt trong một trò chơi thực tế ảo mang chủ đề rạp xiếc, nơi họ phải tuân theo sự hướng dẫn của một thực thể trí tuệ nhân tạo. Gooseworx đã giới thiệu loạt phim này cho Glitch, lấy cảm hứng từ công nghệ mô phỏng hình ảnh bằng máy tính trong những năm 1990 và truyện ngắn I Have No Mouth, and I Must Scream.
Tập thử nghiệm của loạt phim được đăng trên YouTube vào ngày 13 tháng 10 năm 2023 trên kênh YouTube của nhà phát hành Glitch Productions. Tập thử nghiệm của phim trở thành hiện tượng lan truyền và đã đạt hơn 100 triệu lượt xem chỉ sau một tháng. Tính tới tháng 5 năm 2024, tập đầu tiên đã đạt hơn 300 triệu lượt xem. Tập phim được giới phê bình khen ngợi vì hình ảnh hoạt hình và những chủ đề đen tối, và nó được đề cử giải Annie lần thứ 51. Toàn bộ loạt phim được đưa vào sản xuất từ khi tập thử nghiệm trở nên phổ biến. Kể từ ngày 4 tháng 10 năm 2024, sau khi ra mắt tập thứ ba, loạt phim đã được đăng lên Netflix và các tập mới sẽ được công chiếu đồng thời trên cả hai nền tảng.

## Tiền đề
Phim xoay quanh một cô gái 25 tuổi bị mắc kẹt vào thế giới kỹ thuật số sau khi vô tình đeo một chiếc kính thực tế ảo. Cô bị đưa đến một rạp xiếc, nơi có những sinh vật kỳ lạ sinh sống - đúng hơn là những người cũng đã bị mắc kẹt trong thế giới ảo này. Do quên tên, cô được Caine, chủ của rạp xiếc và là một thực thể trí tuệ nhân tạo, đặt tên là Pomni. Sau đó, Pomni cùng những người khác trải qua những thử thách, thực chất là những trò chơi của Caine để giúp mọi người không bị mất trí.

## Lồng tiếng

### Diễn viên chính
- Lizzie Freeman trong vai Pomni, người mới nhất bị mắc kẹt trong rạp xiếc. Hình đại diện trong trò chơi của cô là một cô hề.[4][9][10]
- Alex Rochon trong vai Caine, thực thể trí tuệ nhân tạo chỉ huy rạp xiếc, có tính lập dị nhưng không ổn định với đầu làm bằng bộ răng.[4][9][10] Nhân vật này được dựa trên AM từ truyện ngắn "I Have No Mouth, and I Must Scream" của Harlan Ellison", trong đó, theo Gooseworx, "thay vì AM là hiện thân của sự căm ghét, Caine là một người lập dị, vui tính".[11]
- Michael Kovach trong vai Jax, một người đàn ông tinh nghịch thích chơi khăm và bắt nạt các thành viên khác. Hình đại diện của anh ấy là một con thỏ hình người có màu tím.[4][9][10]
- Amanda Hufford trong vai Ragatha, một người phụ nữ tốt bụng luôn cố gắng giữ thái độ lạc quan trước hoàn cảnh. Hình đại diện của cô ấy là một con búp bê giống Raggedy Ann.[4][9][10]
- Marissa Lenti trong vai Gangle, một người phụ nữ có hình đại diện gồm các dải ruy băng và hai chiếc mặt nạ thể hiện tâm trạng hiện tại của cô: hài và bi kịch.[4][9][10]
  - Lenti cũng lồng tiếng cho Martha Mildenhall, hồn ma của vợ Theodore Mildenhall và là một NPC.
- Sean Chiplock trong vai Kinger, một nhà khoa học máy tính đã bị mắc kẹt trong rạp xiếc lâu hơn những người khác, dẫn đến việc ông bị mất trí và đãng trí, nhưng lại trở nên minh mẫn khi ở trong không gian tối. Hình đại diện của ông là quân cờ vua mặc áo choàng.[4][9][10]
- Ashley Nichols trong vai Zooble, một người cáu kỉnh và thiếu hứng thú với những cuộc phiêu lưu của Caine. Hình đại diện của cậu được làm từ khối xếp hình, được Zooble thay thế bằng các hình khác nhau giữa các tập do cảm thấy không hài lòng với ngoại hình của chính mình.[10][4] Thiết kế cơ thể của Zooble được lấy cảm hứng từ đồ chơi xếp hình ZoLo, trong khi tên nhân vật được đặt theo thương hiệu đồ chơi Zoob.[12][13]
- Gooseworx trong vai Bubble, trợ lý AI làm bằng bong bóng của Caine.[10]

### Khách mời
- Elsie Lovelock trong vai Nữ hoàng Gloink, người cai trị loài Gloink.[10]
- Vera Tan trong vai Công chúa Loolilalu của Vương quốc Hẻm núi Kẹo ngọt.
- Jack Hawkins trong vai Gummigoo, NPC làm bằng cá sấu dẻo.
  - Hawkins cũng lồng tiếng cho Chad, một trong hai đồng lõa của Gummigoo.
- Hamish Plaggemars trong vai Max, đồng lõa còn lại của Gummigoo.
- Lyle Rath trong vai Quái vật Fudge, một sinh vật làm bằng kẹo bị trục xuất khỏi Vương quốc Candy Canyon vì ăn thịt người dân ở đó.
- Tim Alexander trong vai Nam tước Theodore Mildenhall, người đã chết trong Dinh thự Mildenhall.
- WizardzWiz trong vai Ghostly, một hồn ma trong Dinh thự Mildenhall.
- Payton Goodwin trong vai Sinh vật, xác chết vẫn còn sống của một thiên thần bị Nam tước Mildenhall săn lùng.
- Benjamin Davis trong vai Orbsman, một nhân vật hình người được tạo bằng các quả bóng và có giọng nói khó hiểu.
- JobbytheHong trong vai Anh chàng biến mất, một ma nơ canh mà sẽ biến mất sau khi bắt đầu nói một câu.

## Tập phim
| TT. | Tiêu đề                         | Ngày phát sóng gốc   |
| --- | ------------------------------- | -------------------- |
| 1 | "Tập thử nghiệm"                | 13 tháng 10 năm 2023 |
| Sau khi đeo một chiếc kính thực tế ảo, một người phụ nữ bị mắc kẹt trong trò chơi máy tính có chủ đề rạp xiếc, nơi sinh sống của chủ rạp xiếc Caine, trợ lý Bubble của anh ta và sáu người bị mắc kẹt khác: Jax, Ragatha, Gangle, Kinger, Zooble và Kaufmo. Người phụ nữ được đổi tên thành "Pomni" sau khi quên tên ban đầu của mình. Cô liên tục nhận thấy một cửa thoát hiểm mà Caine cho là ảo giác. Trong khi Caine cử cả nhóm tham gia cuộc phiêu lưu nhằm ngăn chặn sự xâm nhập của sinh vật tên là Gloinks, Ragatha và Jax đưa Pomni đến gặp Kaufmo, người mà họ phát hiện ra đã không chống chọi nổi tuyệt vọng và bị "trừu tượng" thành một con thú không có trí óc. Pomni tìm kiếm sự giúp đỡ của Caine sau khi Kaufmo khiến Ragatha bị trục trặc, nhưng lại bỏ rơi Ragatha khi Pomni tìm thấy cánh cửa thoát hiểm và đi qua nó. Cánh cửa dẫn cô qua một mê cung văn phòng đến "khoảng không", một khu vực ngoài giới hạn. Caine giải cứu Pomni khi những người khác trở về sau cuộc phiêu lưu sau sự can thiệp của Kaufmo. Sau khi giam Kaufmo trong một chiếc hố cùng với những người bị "trừu tượng hóa" khác và chữa lành Ragatha, Caine thừa nhận anh đã tạo ra "lối thoát" để thực hiện mong muốn của nhóm về một lối thoát, nhưng chưa bao giờ quyết định nên đặt thứ gì sau cánh cửa, khiến nó còn dang dở. Cho rằng cuộc phiêu lưu đã hoàn thành, Caine thưởng cho nhóm một bữa tiệc gồm đồ ăn kỹ thuật số và Pomni tham dự trong im lặng. |                                 |                      |
| 2 | "Hỗn loạn hộp kẹo"              | 3 tháng 5 năm 2024   |
| Sau khi bị đưa vào rạp xiếc, Pomni vẫn chưa thể chấp nhận việc mình bị kẹt ở đây. Sau đó, Caine tập trung mọi người lại và đưa họ đến vương quốc Candy Canyon để giải cứu vương quốc này khỏi nhân vật không người chơi đóng vai là toán cướp. Trong lúc truy đuổi, Pomni và trưởng toán cướp Gummigoo gặp phải trục trặc và bị đưa ra khỏi bản đồ. Ở ngoài giới hạn của trò chơi, Gummigoo phát hiện bản mẫu của chính mình và các nhân vạt khác và phát hiện ra rằng thực tại của anh chỉ là sự giả tạo. Pomni đồng cảm với cảm giác vô giá trị của anh ấy và mời anh sống ở rạp xiếc để tìm ý nghĩa cho cuộc sống cùng cô ấy. Cả hai quay trở lại bản đồ bằng cách thực hiện một trục trặc va chạm khác với một tàu chở xi-rô bản sao, họ để lại cho những tên cướp khác giải quyết xung đột một cách hòa bình. Tuy nhiên, ngay sau khi Gummigoo bước vào rạp xiếc, Caine đã xoá sổ anh ta để tránh gây nhầm lẫn giữa con người và NPC. Pomni bị quẫn trí, nhưng tìm thấy sự an ủi và chấp nhận trong nhóm khi họ đưa cô đến dự đám tang của Kaufmo đã bị trừu tượng. |                                 |                      |
| 3 | "Bí ẩn của biệt thự Mildenhall" | 4 tháng 10 năm 2024  |
| Nhóm được gửi đến Mildenhall Manor, một dinh thự cổ kính ẩn chứa những bí ẩn đáng sợ. Kinger vô ý kéo Pomni vào phần dành cho người lớn của trò chơi, nơi họ lắng nghe một loạt các tin nhắn hướng dẫn họ trốn thoát khỏi một sinh vật quái dị; Kinger, vốn mất trí dần dần trở nên minh mẫn khi họ đi sâu vào trò chơi. Khi Kinger bắn sinh vật này bằng một khẩu súng ngắn, thông điệp cuối cùng tiết lộ sinh vật đó là một thiên thần, dẫn đến việc cả hai bị đưa xuống Địa ngục. Kinger an ủi Pomni, khuyến khích cô trân trọng những kỷ niệm đẹp về rạp xiếc. Trong khi đó, Caine làm buổi trị liệu tâm lý cho Zooble để tìm hiểu lý do Zooble từ chối tham gia cuộc phiêu lưu của ông. Caine bác bỏ rằng nó bắt nguồn từ việc tự chán ghét cơ thể kỹ thuật số của Zooble. Sau khi Caine suy sụp khi Zooble bảo rằng không ai thích cuộc phiêu lưu của anh ấy, buổi trị liệu kết thúc bằng việc hai người hoán đổi vai trò. |                                 |                      |
| 4 | "Giả mạo đồ ăn nhanh"           | 13 tháng 12 năm 2024 |
| Zooble tặng Gangle một chiếc mặt nạ hài làm bằng nhựa để thay chiếc mặt nạ dễ vỡ mà cô hay dùng. Chiếc mặt nạ này đã làm cải thiện tâm trạng sầu của Gangle. Theo ý kiến của Gangle, Caine tạo ra một cuộc phiêu lưu bình thường tại nhà hàng thức ăn nhanh Spudsy's, bổ nhiệm Gangle làm quản lý ca và để những người còn lại trong nhóm làm nhân viên. Chứng hưng cảm của Gangle đã khiến cả nhóm khó chịu, từ đó làm trầm trọng tâm trạng buồn rầu của cô. Cô che giấu chứng hưng cảm này trong khi chỉ trích cả nhóm: Pomni bị chỉ trích vì bỏ công việc để nói chuyện với Gummigoo, xuất hiện với tư cách là một khách hàng nhưng không nhớ gì về Pomni; Jax bị chỉ trích vì bàng quan với cuộc phiêu lưu, nên đã bị đào tạo lại một cách nhục nhã; còn Ragatha vì đã vô ý đụng đến "sốt hồ đồ" khiến cô mất khả năng kiềm chế những ý kiến tiêu cực của mình về mọi người. Pomni cuối cùng nhìn ra sự bất ổn của Gangle và thay cô trông nhà hàng cho đến giờ đóng cửa. Gangle vui vẻ vứt bỏ chiếc mặt nạ mới để rồi khiến bản thân lao ra đường. Khi gần bị xe cán, Caine dịch chuyển Gangle vào một buổi đánh giá hiệu suất và phạt cô vì sự thiếu chuyên nghiệp vào phút chót. Gangle trở lại trạng thái trầm cảm và tự cô lập mình ra khỏi nhóm, nhưng sau đó được Zooble thuyết phục quay lại. |                                 |                      |
| 5 | "Chưa có tiêu đề"               | 20 tháng 6 năm 2025  |
| Vì không hài lòng với sự bất mãn của những người chơi trong các chuyến phiêu lưu của mình, nên Caine đã đưa cả nhóm vào hàng loạt các chuyến phiêu lưu từ trong hòm thư góp ý. Trong một chuyến ngắm sao yên bình, Jax kiềm chế thói hành hạ những người khác để trút bầu tâm sự với Pomni, người bắt đầu thích sự đồng hành của anh. Sau đó, trong một cuộc phiêu lưu mà tất cả mọi người cùng uống rượu tại một quán bar, nhiều thành viên trong nhóm đã thảo luận về cuộc sống của họ trước khi bị mắc kẹt trong rạp xiếc. Ở chuyến phiêu lưu cuối cùng, cả nhóm phải chơi bóng mềm với các phiên bản tính cách đối lập của họ. Trong trò chơi, Ragatha đã trút giận lên Jax và Pomni. Vì hối tiếc trước hành động này, nên Ragatha chấp nhận lời đề nghị của Pomni để thay thế cô ấy ngay từ đầu để chuộc lỗi, nhưng Caine ngắt trận đấu trước khi Ragatha có cơ hội đánh bóng. Khi trở về rạp xiếc, Pomni và Jax quyết định giành thêm thời gian cùng nhau trước sự chán nản và đơn độc của Ragatha. Trong lúc này, một ma-nơ-canh đang lặng lẽ quan sát từ xa. |                                 |                      |
| 6 | "Họ đều có súng"                | 15 tháng 8 năm 2025  |

## Bối cảnh và sản xuất

Ý tưởng ban đầu cho các nhân vật

Rạp xiếc kỹ thuật số diệu kỳ được đạo diễn, viết và sản xuất bởi Gooseworx. Kevin Temmer đóng vai trò là họa sĩ hoạt hình chính của loạt phim, với hai nhà sáng lập Glitch Productions là Luke và Kevin Lerdwichagul đảm nhiệm vai trò giám đốc sản xuất. Quá trình tiền sản xuất tập thử nghiệm bắt đầu vào giữa năm 2022 và quá trình sản xuất hoàn chỉnh bắt đầu vào cuối năm đó. Gooseworx là người vẽ các nhân vật và thiết kế; cô nói rằng cô mất chưa đầy một tuần để thiết kế các nhân vật. Cảm hứng cho các nhân vật bao gồm truyện ngắn I Have No Mouth, and I Must Scream.

### Ý tưởng ban đầu
Trước đây, Glitch đã chú ý đến phim hoạt hình ngắn Little Runmo của Gooseworx. Jasmine Yang–Nhà sản xuất phát triển và quản lý của Glitch–thấy rằng đây chính là điều họ muốn và nói rằng: "Nó buồn cười, hơi đen tối và chắc chắn là rất kỳ cục, không giống bất cứ thứ gì chúng tôi từng thấy". Glitch liên lạc Gooseworx để nhờ cô ấy làm một tập thử nghiệm và cô đồng ý. Gooseworx trình bày ba ý tưởng cho Glitch và ý tưởng được chọn sau này trở thành Rạp xiếc kỹ thuật số diệu kỳ Biết rằng tập thử nghiệm sẽ được làm theo định dạng 3D, cô cố gắng tạo ra một ý tưởng để phù hợp nhất với phong cách đó; cô đề cập đến cảm hứng từ các tác phẩm 3D vào thập niên 1990 và đầu những năm 2000 "trông hơi tệ và rùng rợn nhưng cũng không bị hạn chế về mặt sáng tạo". Yang cho biết phong cách tạo hình ảnh bằng máy tính lấy cảm hứng từ thập niên 1990 và những chi tiết hoài niệm về đồ chơi và trò chơi máy tính đã thu hút sự chú ý của họ, họ cảm thấy rằng khán giả sẽ thích những đặc điểm này. Đội ngũ của Glitch thấy rằng ý tưởng này có tiềm năng lớn nhất, đặc biệt là do tính hoài niệm của các kết xuất CGI lấy cảm hứng từ những năm 1990 và công nhận đây là một thứ độc đáo mà không ai khác có thể bắt chước.
Gooseworx nói rằng loạt phim khi được giới thiệu lần đầu có vẻ "hỗn loạn và ngớ ngẩn hơn", nhưng về sau, câu chuyện bất ngờ trở nên "sâu sắc và nhiều sắc thái hơn", với "cảm xúc mãnh liệt hơn", trong quá trình phát triển chương trình, cô nói rằng loạt phim " lấy cảm hứng từ truyện ngắn "I Have No Mouth and I Must Scream" [nhưng] thay vì để AM là hiện thân của sự căm ghét thì anh ấy lại là một người lập dị và vui tính"

### Hoạt hình
Quá trình hoạt hình 3D cho tập thử nghiệm của Rạp xiếc kỹ thuật số diệu kỳ được tổ chức tương tự như hầu hết các xưởng phim khác, với các bộ phận chuyên trách đảm nhiệm từng công đoạn riêng biệt. Đội ngũ chủ yếu tạo hoạt hình 3D dùng Autodesk Maya  và sau đó dùng Unreal Engine để kết xuất đồ họa. Loạt phim được dựng hình ở tốc độ 30 khung hình trên một giây. Kevin Temmer, trưởng nhóm hoạt họa của loạt phim và từng là họa sĩ diễn hoạt cấp thấp tại Blue Sky Studios, ban đầu nhận được tin nhắn từ một trong những nhà sáng lập Glitch, Kevin Lerdwichagul, mời anh làm đoạn teaser cho Rạp xiếc kỹ thuật số diệu kỳ. Trong quá trình làm việc, Temmer đã được mời gia nhập đội ngũ của Glitch toàn thời gian. Theo lời của Temmer, anh "không thể từ chối cơ hội để làm một dự án kỳ cục và đậm chất hoạt hình như vậy." Các họa sĩ diễn họa, kể cả Temmer, sẽ được phân công vài cảnh để hoàn thành trong hai tuần. Họ thường xuyên nộp sản phẩm đã hoàn thành để Gooseworx và Temmer xem xét; quá trình này tiếp diễn cho đến khi Gooseworx và Temmer cùng chấp thuận các cảnh phim. Một vài chuyển động, rung lắc và hiệu ứng giật của các nhân vật và vật dụng trong tập thửu nghiệm được lấy cảm hứng từ Source Filmmaker và machinima Garry's Mod mà đã được Glitch thực hiện trong các video SMG4 của mình.
Gooseworx không có nhiều kinh nghiệm làm các dự án 3D trước khi cô bắt tay vào thực hiện Rạp xiếc kỹ thuật số diệu kỳ; cô có sở trường là hoạt hình 2D vẽ tay. Vì thế mà theo Yang, Glitch đã phải làm việc "rất chặt chẽ" cùng Gooseworx để chuyển đổi phong cách của cô từ 2D sang 3D; Gooseworx đảm nhận vai trò showrunner cho Rạp xiếc kỹ thuật số diệu kỳ, và cả nhóm đã "nỗ lực để giữ trọn vẹn tầm nhìn nghệ thuật của cô ấy". Trong quá trình phát triển phần hình ảnh cho loạt phim, họ muốn nó mang dáng dấp của các bộ phim và sê ri hoạt hình CGI thời kỳ đầu mà không tạo cảm giác lỗi thời. Goosework cùng Glitch đã tìm cách cân bằng giữa phong cách 3D cổ điển và cảm hứng từ đồ chơi; ban đầu, Gooseworx muốn loạt phim “thuần túy và trung thành với phong cách dựng hình cổ điển của hoạt hình 3D thời kỳ đầu.” Họ cuối cùng chọn phiên bản "hồi tưởng lạc quan" của phong cách đó. Vì Gooseworx thích “sự tương phản như nhạc vui tươi vang lên giữa cảnh kinh hoàng, hoặc những nhân vật nhỏ nhắn dễ thương rơi vào khốn khổ,” nên cô không muốn hình ảnh phải phản ánh cốt truyện đen tối của loạt phim. Cô muốn chương trình "mang một cảm giác cô đơn".

## Phát hành
Trong giai đoạn tiền sản xuất của Rạp xiếc kỹ thuật số diệu kỳ vào giữa năm 2022, Glitch đã phát hành đoạn giới thiệu nhân vật thực sự là bằng chứng về ý tưởng thử nghiệm phong cách hoạt hình và hình ảnh của loạt phim.  Đoạn giới thiệu được phát hành vào ngày 27 tháng 1 năm 2023. Trailer chính thức cho tập thử nghiệm được ra mắt vào ngày 22 tháng 9 năm 2023 và tập phim được phát hành vào ngày 13 tháng 10 cùng năm. Sau sự thành công của tập thử nghiệm, Glitch xác nhận vào tháng 11 rằng họ sẽ công chiếu nhiều tập phim cho Rạp xiếc kỹ thuật số diệu kỳ. Vào tháng 2 năm 2024, Glitch thông báo rằng công ty sẽ đưa vào sản xuất 9 tập của mùa đầu tiên, từ đó "nâng cấp" tập thử nghiệm thành tập 1. Tính đến ngày 20 tháng 6 năm 2025, 5 tập phim đã được ra mắt.
Glitch công bố rằng sẽ không đăng loạt phim lên các nền tảng phát trực tuyến khác ngoài YouTube, do họ muốn có toàn quyền kiểm soát sáng tạo đối với sản phẩm của mình.. Sau đó, có thông tin rằng sau khi tập thứ 3 ra mắt vào ngày 4 tháng 10 theo giờ địa phương, chương trình sẽ được phát trên Netflix; các tập sẽ được công chiếu trên YouTube trước, và Netflix sẽ không can thiệp vào quá trình sản xuất các tập phim. Chương trình đã được quảng bá bằng các mặt hàng liên quan. Đề cập đến việc phải chờ đợi lâu giữa việc phát hành mỗi tập phim, Yang cho biết: "Nếu chúng tôi phải đợi cho đến khi toàn bộ mùa phim đã sẵn sàng trước khi tung ra bất kỳ tập phim nào, thì sẽ mất nhiều năm trước khi[tập thử nghiệm] được công chiếu... công chiếu tất cả các tập phim vừa phi thực tế vừa bất hợp lý... Đối với chúng tôi, [sự chờ đợi] không chỉ thực tế mà còn có lợi cho chúng tôi một chút vì mỗi khi chúng tôi tạo một tập mới về bất kỳ nội dung nào, chúng tôi có thể biến nó thành một sự kiện lớn."

## Đón nhận

### Lượt xem
Glitch không lường trước được sự thành công của tập thử nghiệm trong Rạp xiếc kỹ thuật số diệu kỳ, bởi tập này đã trở thành một hiện tượng lan truyền trên YouTube. Tập phim vượt mốc 150 triệu lượt xem tính đến tháng 11 năm 2024 vượt mốc 270 triệu lượt xem tính đến tháng 2 năm 2024, và đạt trên 350 triệu lượt xem vào tháng 11 năm 2024, từ đó trở thành một trong những đoạn phim hoạt hình thử nghiệm được xem nhiều nhất trong lịch sử YouTube. Tập "Candy Carrier Chaos!" đã vượt mốc 30 triệu lượt xem sau một ngày công chiếu, và tính đến tháng 9 năm 2024 đã có hơn 121 triệu lượt xem. Trong vòng một tuần kể từ khi ra mắt trên Netflix, Rạp xiếc kỹ thuật số diệu kỳ đã đạt vị trí thứ tư trên bảng xếp hạng Top 10 của Netflix. Theo một cuộc khảo sát vào năm 2024, 22% người dân Hoa Kỳ trong độ tuổi từ 14 đến 24 cho biết họ đã từng nghe đến chương trình này.

### Đánh giá chuyên môn
Phong cách hoạt hình của tập thử nghiệm đã được giới phê bình khen ngợi. Justin Guerrero của tạp chí Comics Beat ca ngợi sự "tuyệt vời và giàu biểu cảm" của hoạt hình trong phim, còn Jamie Lang từ Cartoon Brew và Jade King từ TheGamer nhận thấy bộ phim rất tươi sáng, sặc sỡ và vui vẻ.
Lang khen ngợi thêm về các yếu tố thẩm mỹ; cho rằng nó mang lại cảm giác quen thuộc mà không sáo rỗng, mang lại cảm giác hiện đại cho CGI trong thời kỳ ban đầu. Nhà phê bình của Common Sense Media Stephanie Morgan ca ngợi hoạt hình sáng tạo và bối cảnh độc đáo của bộ phim Một số nhà phê bình để ý đến tính hài hước đen tối và cốt truyện của tập phim; King khen ngợi sự tương phản mà cốt truyện mang đến, còn Morgan miêu tả series là "vừa kỳ quặc ... vừa có phần đen tối". Zachary Moser từ ScreenRant nói rằng loạt phim "đề cập đến những câu hỏi hiện sinh về thực tại và chủ nghĩa hư vô". Các nhà phê bình cũng nhấn mạnh đến các trò đùa trong tập đầu tiên; Lang coi rằng các trò đùa mang tính người lớn "được căn thời gian hoàn hảo cho từng khung hình", còn Morgan ca ngợi những câu đùa phá vỡ bức tường thứ tư. Morgan chỉ trích sự "lặp đi lặp lại của các tính cách".
Gail Sherman của Boing Boing mô tả tập thứ hai là "một cuộc khủng hoảng hiện sinh được tô vẽ" và gọi tập đầu tiên và tập thứ hai "tàn nhẫn".

### Tác động văn hóa
Rạp xiếc kỹ thuật số diệu kỳ đã trở nên nổi tiếng trên TikTok với nhiều meme và tác phẩm từ người hâm mộ dành cho loạt phim. Tính đến tháng 12 năm 2024, video liên quan đến Rạp xiếc kỹ thuật số diệu kỳ trên YouTube đã nhận được tổng cộng 25 tỉ lượt xem. Sự phổ biến của loạt phim dẫn đến một số cửa hàng pop-up theo loạt phim tại Tokyo, Osaka và Nagoya, kèm theo đó là một bộ truyện manga chuyển thể được đăng nhiều kỳ trên CoroCoro Comic và CoroCoro Ichiban! từ ngày 21 tháng 10 năm 2024. Bộ phim cũng chứng kiến một lượng lớn nội dung không phép, bao gồm cả trại nội dung và các chương trình sân khấu được biểu diễn ở nhiều địa điểm khác nhau trên khắp Mexico, cùng với sự xuất hiện của hàng giả.

### Giải thưởng và đề cử
Năm 2024, Kevin Temmer được đề cử tại Giải Annie lần thứ 51 cho hạng mục "Hoạt hình nhân vật xuất sắc nhất cho Truyền hình/Phương tiện truyền thông" vì vai trò của anh trong tập đầu tiên của Rạp xiếc kỹ thuật số diệu kỳ.
| Năm  | Giải thưởng           | Hạng mục                                                              | Đề cử                                                         | Kết quả | Tham khảo |
| ---- | --------------------- | --------------------------------------------------------------------- | ------------------------------------------------------------- | ------- | --------- |
| 2024 | Giải Annie lần thứ 51 | Hoạt hình nhân vật xuất sắc nhất–Truyền hình/Phương tiện truyền thông | Rạp xiếc kỹ thuật số diệu kỳ: "Tập thử nghiệm" – Kevin Temmer | Đề cử   | [ 41 ]    |